# 卡巴爾金平原
卡巴爾金平原是俄羅斯的島嶼，位於前高加索地區，由卡巴爾達-巴爾卡爾共和國負責管轄，該平原主要以礫石和壤土組成，海拔高度200至500米，捷列克河流經該平原。